# Саньянг, Абдули
Абдули Саньянг (англ. Abdoulie Sanyang; 8 мая 1999, Серекунда) — гамбийский футболист, крайний полузащитник хорватского клуба «Хайдук» и сборной Гамбии.

## Биография
Воспитанник «Академии Суперстар». В ее взрослой команде начинал свою карьеру. Именно ей долгое время принадлежали права на Саньянга, но в рамках аренды он выступал за европейские коллективы. 1 февраля 2022 года полузащитник подписал полноценный контракт с французским «Греноблем» на два с половиной года.

### В сборной
За сборную Гамбии Абдули Саньянг дебютировал 10 сентября 2020 года в товарищеском матче против Конго (1:0): на 71-й минуте он вышел на поле вместо Мусы Джувары. В 2023 году полузащитник вошел в состав «скорпионов» для участия в Кубке африканских наций в Кот-д'Ивуаре.